# Tuesday (Jonna Fraser)
Tuesday is een lied van de Nederlandse zanger Jonna Fraser. Het werd in 2024 als single uitgebracht.

## Achtergrond
Tuesday is geschreven door Randall Felter, Jonathan Jeffrey Grando, Yassine Alaoui Mdaghri, Joao Luis Lima Pinto en Max Meurs en geproduceerd door Unleaded en Yam. Het is een nummer dat past in het genre Nederlandstalige afrobeats. In het lied zingt de artiest over het missen van een oude geliefde. Het nummer werd bij radiozender NPO FunX uitgeroepen tot DiXte track van de week.

## Hitnoteringen
De zanger had succes met het lied in Nederland. Het kwam binnen op de eerste plaats van de Single Top 100 en stond één week op deze plek. In totaal stond het zeven weken in deze lijst. In de Nederlandse Top 40 kwam het tot de 23e plek in de vier weken dat het in de lijst stond. Het is hiermee de eerste solo-nummer 1-hit in de Single Top 100 en zijn eerste solohit in de Top 40.